# Haamstede

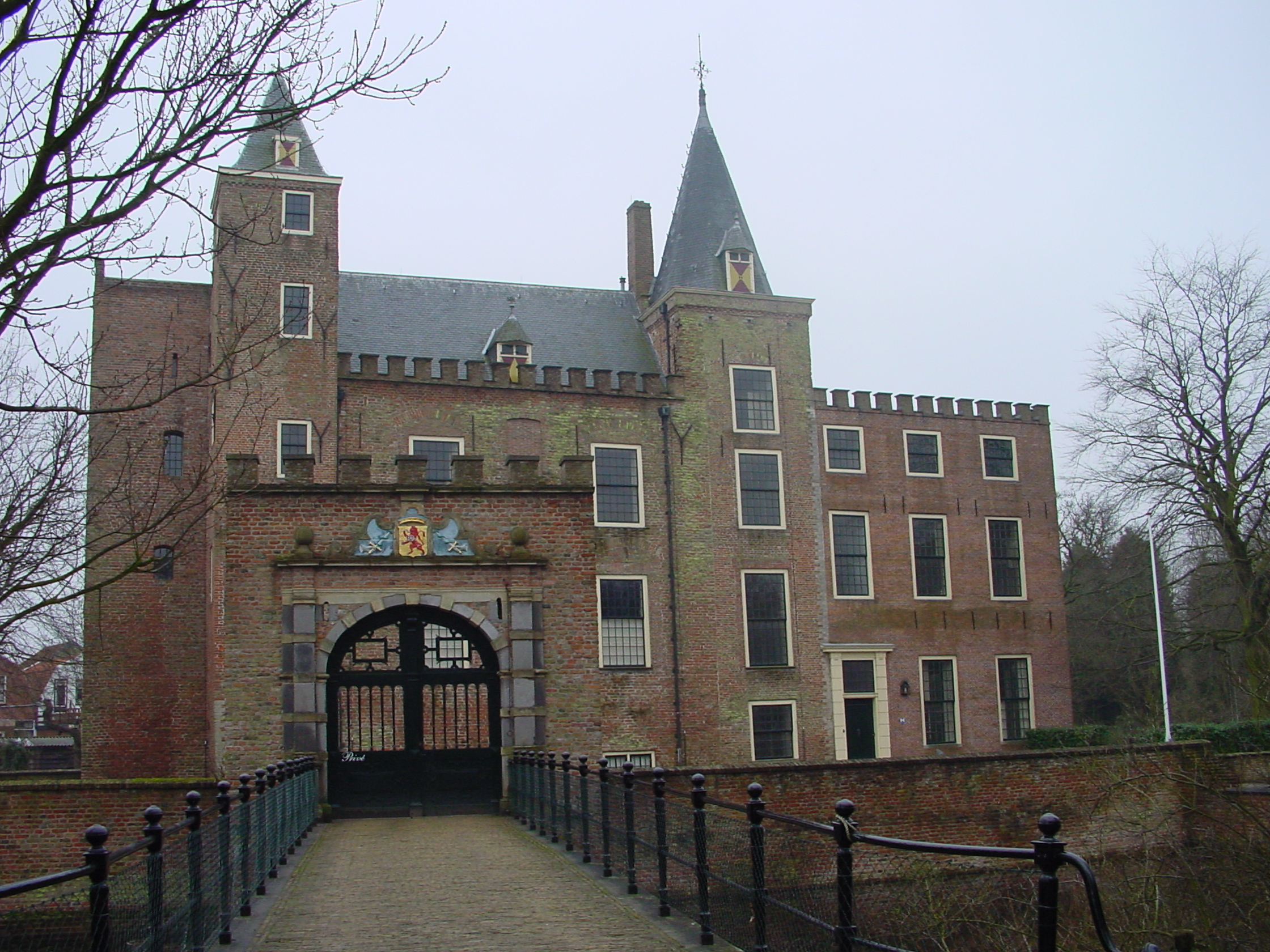
Il castello di Haamstede

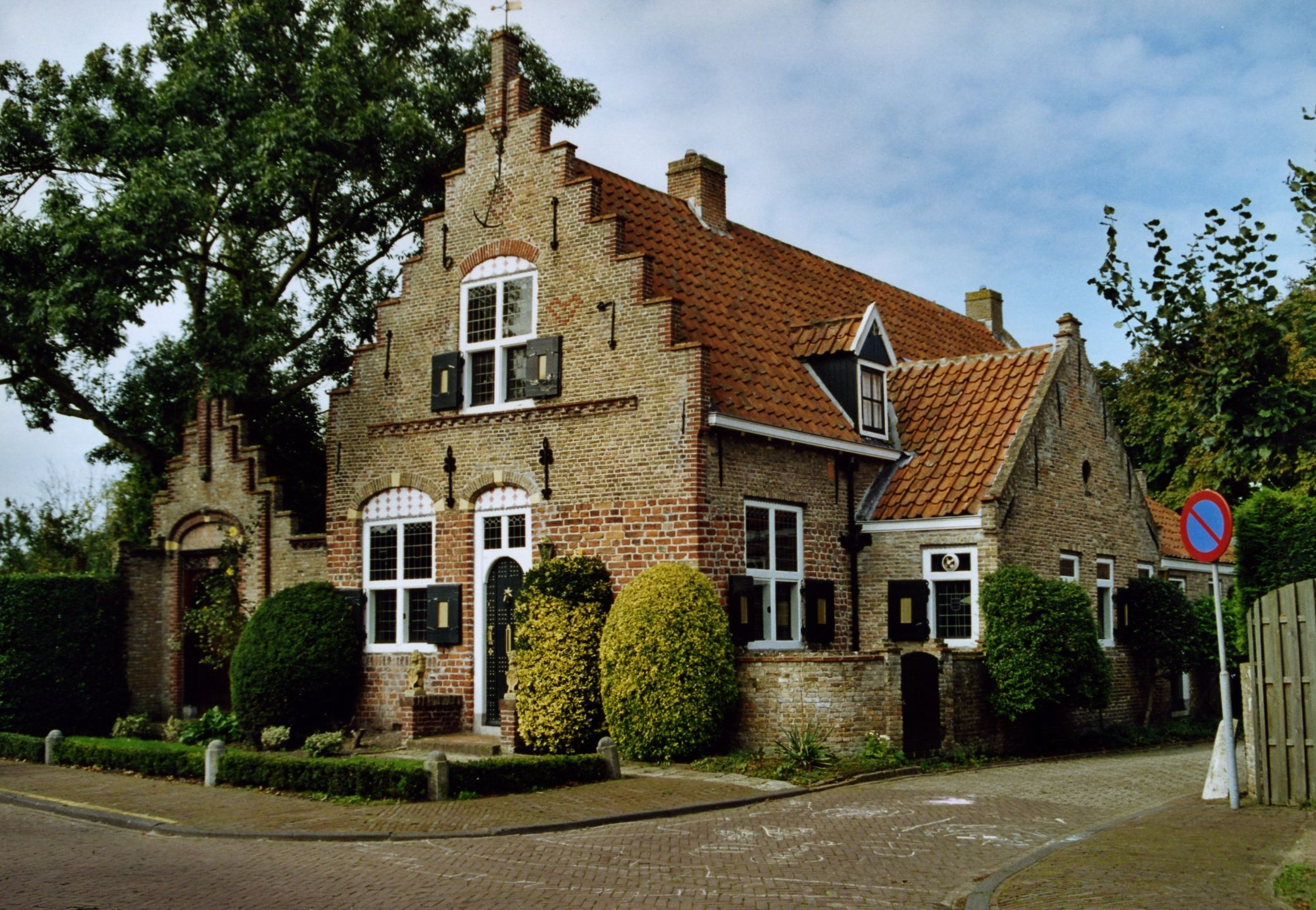
Haamstede: Het Anker

Haamstede  (in zelandese: Aemstie) è un villaggio del sud-ovest dei Paesi Bassi, facente parte della provincia della Zelanda e situato nella penisola di Schouwen. Dal punto di vista amministrativo, si tratta di un ex-comune , dal 1961 annesso alla municipalità di Westerschouwen (di cui era il capoluogo) e dal 1997 annesso alla municipalità di Schouwen-Duiveland ; con il vicino villaggio di Burgh forma il centro abitato indicato con il nome di Burgh-Haamstede, anche se le due località conservano una propria identità.

## Etimologia
Il toponimo Haamstede, attestato anticamente come Haemstede e Hamestede, è formato dai termini medio-olandesi haem, "casa", "posto" e stede, "località".

## Geografia fisica

### Collocazione
Il villaggio di Haamstede si trova nell'estremità orientale della penisola di Schouwen, a pochi chilometri dalla costa sul Mare del Nord  ed è situato tra le località di Renesse e Serooskerke (rispettivamente  a sud/sud-ovest della prima e ad ovest della seconda), a circa 15 km ad ovest/sud-ovest di Brouwershaven e a circa 15 km a nord-ovest di Zierikzee; si trova inoltre poco a nord del tratto settentrionale della Oosterscheldekering, la diga sulla Schelda orientale 

## Storia
Le origini di Haamstede risalgono probabilmente al XII secolo.

## Stemma
Lo stemma di Haamstede raffigura un leone di colore rosso su sfondo giallo.
Questo stemma è derivato da quello di Witte van Haemstede, figlio del conte Floris V.

## Monumenti e luoghi d'interesse
Haamstede conta 35 edifici classificati come rijksmonumenten.

### Castello di Haamstede
Tra i principali edifici di Haamstede, figura il castello, risalente probabilmente al XIII secolo ed eretto dal casato di Haamstede.

### Chiesa protestante
Altro edificio d'interesse è la chiesa protestante, risalente al XVI secolo. .

### Westerlichttoren
Altro rijksmonument di Haamstede è la Westerlichttoren, un faro costruito nel 1837 da L. Valk.
|  |

### Plompe Toren
Nei dintorni di Haamstede si trova una chiesa interrata, la Koudekerke, di cui è visibile una torre nota come Plompe Toren.
|  |